# Anna Heringer

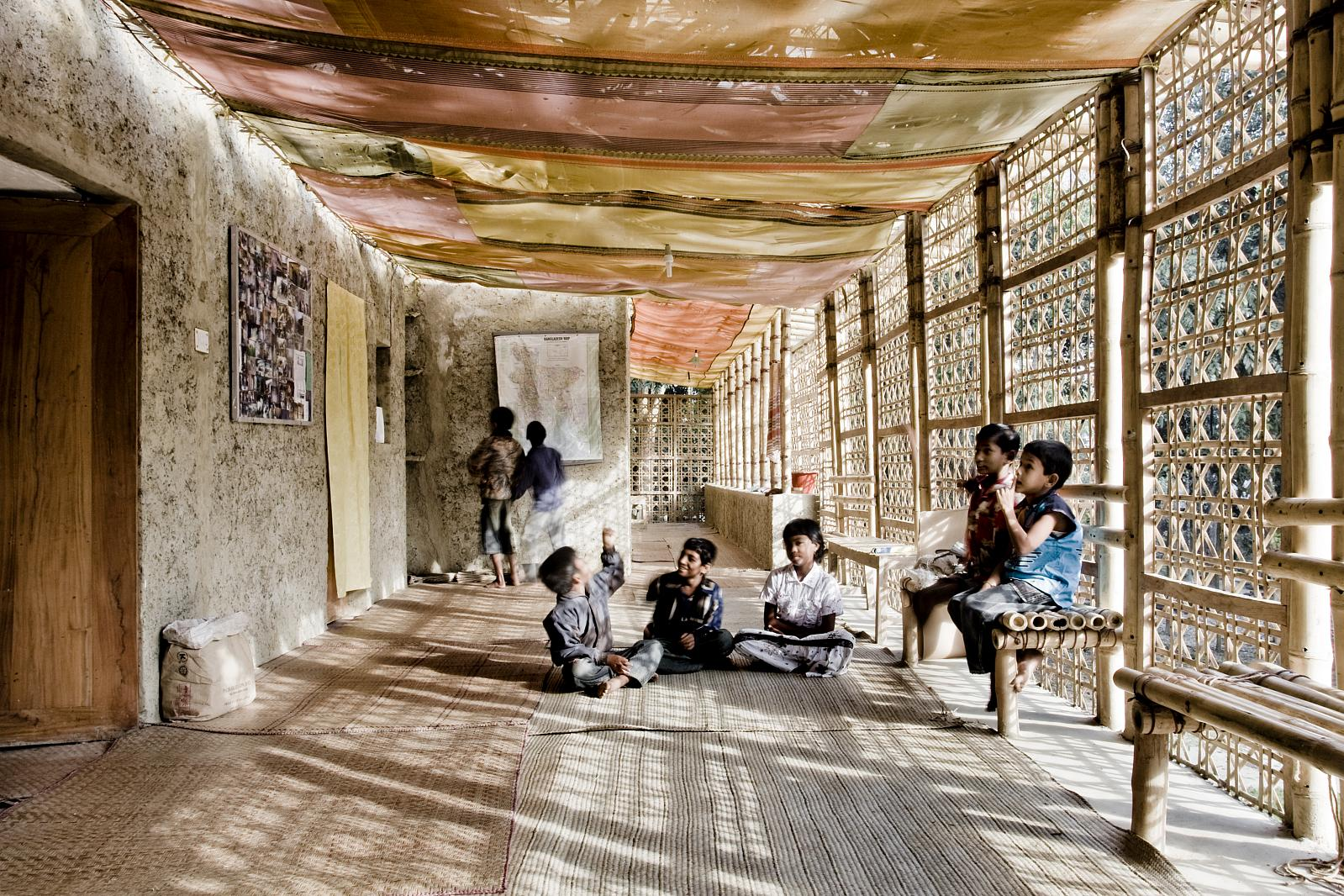
Escola METI, Rudrapur.

Anna Heringer   (Rosenheim, 13 d'octubre de 1977) és una arquitecta alemanya coneguda per haver desenvolupat una arquitectura sostenible principalment en països com Bangladesh o el Marroc.

## Biografia
Nascuda a Rosenheim, va criar-se a Laufen, població a la frontera amb Àustria. En acabar l'ensenyament secundari, va estudiar un any a la Universitat de la Música i les Arts Dramàtiques Mozarteum Salzburg. El 1999 va començar els estudis d'arquitectura a la Universitat d'Art i Disseny Industrial de Linz, a Àustria, on es va graduar en 2004, amb el projecte de final de carrera «School hanmade in Bangladesh», un projecte per a la construcció d'una escola en Rudrapur, a Bangladesh. Es va encarregar de recaptar fons per poder dur a terme l'execució i va ser ajudada per membres de la comunitat local durant el procés constructiu. Van emprar fang i bambú, materials tradicionals de la zona, a més de seguir amb els sistemes constructius autòctons, preparant tot això de cara al futur. El projecte va ser finalitzat en 2005.
Uns altres dels seus projectes es desenvolupen en el mateix Bangladesh, com DESI, una escola de formació professional per a electricistes, la qual va ser conclosa en 2008 i que compta amb la característica d'estar alimentada per energia solar i per ser la primera estructura de fang construïda que compta amb subministrament d'aigua corrent, o el Centre de Capacitació per a la Sostenibilitat en Marràqueix, finalitzat en 2010 i construït utilitzant terra, fusta i ceràmica.
Els seus treballs han estat exposats en el MoMA de Nova York, a la Ciutat de l'Arquitectura i del Patrimoni de París, el MAM de São Paulo o en la Biennal de Venècia, entre d'altres. Així mateix, ha impartit conferències en diferents universitats com l'ETSAM o la Universitat Yale.
Recentment ha dissenyat alguns dels edificis per a la Biennal Internacional de Longquan a la Xina, un esdeveniment en el qual es convida a arquitectes de talla internacional per construir edificis habitables en un espai cultural i històricament rellevant.

## Premis
- Premi Aga Khan (AKAA) d'Arquitectura, 2007.
- Bronze per a Àfrica i Orient Mitjà, Concurs Regional Holcim 2011 pel Centre de Formació en Marràqueix.
- Premi Mundial d'Arquitectura sostenible, 2011.